# Sistem monetar internațional
Sistemul monetar internațional reprezintă un set de reguli și convenții stabilite la nivel internațional care facilitează comerțul internațional, instituțiile de sprijin, investițiile transfrontaliere și realocarea capitalului între statele cu valute diferite. Acesta trebuie să ofere mijloace de plată accesibile cumpărătorilor și vânzătorilor de naționalități diferite, inclusiv amânarea plății. Pentru o bună funcționare, trebuie să inspire încredere, să producă suficiente lichiditate pentru nivelurile fluctuante ale comerțului și să ofere mijloace prin care dezechilibrele la nivel global pot fi corectate. Sistemul poate prezenta o creștere organică ca rezultat colectiv al numeroaselor acorduri individuale între factori economici internaționali, răspândite în mai multe decenii. Alternativ, poate să provină dintr-o singură viziune arhitecturală, așa cum s-a întâmplat la Bretton Woods în 1944.

## Prezentare istorică

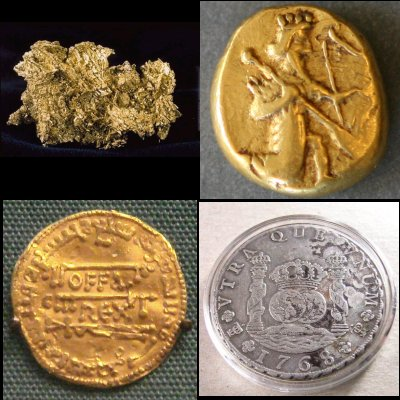
Monede internaționale istorice. Din stânga sus: aur cristalin, un daric persan din secolul al V-lea î.Hr., un englezesc din secolul al VIII-lea și un real spaniol din secolul al XVIII-lea.

De-a lungul istoriei, au fost folosite în scop comercial metale prețioase precum aurul și argintul, uneori sub formă de lingouri, dar și monede ale diferiților emitenți, în general în regate și imperii, în timpurile străvechi. Cele mai vechi înregistrări despre utilizarea metalelor prețioase înainte de apariția sistemului monetar sunt din Mesopotamia și Egipt, datând din mileniul al III-lea î.Hr. Banii din acele vremuri au luat mai multe forme, în afară de lingouri; de exemplu, bucăți din bronz, în formă de cazma, care s-au popularizat în dinastia Zhou din China la sfârșitul secolului al VII-lea î.Hr. În acea perioadă, diferite forme de bani au fost create și în Lidia din Asia Mică, răspândindu-se și în orașele grecești din apropiere și mai târziu în alte locuri.
În anumite cazuri, sistemul monetar era impus de conducătorii regionali. De exemplu, oamenii de știință au sugerat la un moment dat că regele roman Servius Tullius a creat un sistem monetar primitiv în istoria timpurie a Romei. Tullius a domnit în secolul al VI-lea î.Hr., cu câteva secole înainte să se presupună că Roma a dezvoltat un sistem monetar formal.
Ca și în cazul lingourilor, se presupune că utilizarea monedelor a fost apanajul elitei. Dar în jurul secolului al IV-lea î.Hr., monedele erau folosite la scară largă în orașele grecești. Autoritățile orașului-stat au încurajat folosirea monedelor, asigurându-se că acestea își păstrează valorile, indiferent de fluctuațiile disponibilității metalelor de bază sau prețioase din care erau fabricate.  Din Grecia, utilizarea monedelor s-a răspândit lent spre vest în toată Europa și spre est până în India. Monedele au fost folosite în India din anul 400 î.Hr.; inițial au jucat un rol important mai mult în religie decât în comerț, dar până în secolul al II-lea, acestea deveniseră esențiale pentru tranzacțiile comerciale. Sistemul monetar  dezvoltat în India a avut atât de mult succes încât s-a răspândit prin anumite părți ale Asiei până în Evul Mediu. 
Pe măsură ce o varietate de monede au devenit comune într-o regiune, acestea au fost schimbate de zarafi, predecesorii pieței valutare de astăzi, așa cum se menționează în povestea biblică a lui Isus și al zafarilor. În Veneția și în celelalte orașe-state italiene din Evul Mediu, zarafii trebuia adesea să se chinuie să efectueze calcule ce implicau șase sau mai multe valute. Acest lucru l-a făcut pe Fibonacci să scrie „Liber Abaci”, carte care a popularizat utilizarea numerelor indo-arabe, ceea ce a înlocuit cifrele romane mai dificil de folosit pe atunci de către comercianții occidentali. 
În momentul în care o națiune sau un imperiu atinge hegemonia regională, moneda reprezintă o temelie pentru comerțul internațional și prin urmare, pentru un sistem monetar de facto. În Occident (Europa) și Orientul Mijlociu, o astfel de monedă  a fost daricul persan. Acesta a fost urmat de moneda Imperiului Roman, cum ar fi denarul, apoi dinarul de aur al Imperiului Otoman, iar mai târziu, din secolul al  XVI-lea până în secolul al XX-lea, în timpul Epocii Imperialismului, de moneda puterilor coloniale europene: dolarul spaniol, guldenul olandez, francul și lira sterlină; uneori, o monedă a fost preeminentă, alteori niciuna nu a dominat. Odată cu creșterea puterii americane, dolarul a devenit baza sistemului monetar internațional, oficializat în acordul de la Bretton Woods care a stabilit ordinea monetară de după Al Doilea Război Mondial, cu rate de schimb fixe ale altor valute la dolar și convertibilitatea dolarului în aur. Sistemul Bretton Woods s-a prăbușit, culminând cu șocul Nixon din 1971, punând capăt convertibilității; dar dolarul a rămas baza de facto a sistemului monetar mondial, deși nu mai este de jure , cu diverse monede europene, iar yenul japonez fiind, de asemenea, proeminent pe piețele valutare. De la crearea monedei euro, aceasta a devenit folosită și ca monedă de rezervă și mijloc de tranzacții, deși dolarul a rămas cea mai importantă monedă.
O monedă dominantă poate fi folosită direct sau indirect de către alte națiuni: de exemplu, regii englezi au bătut mancusurile de aur, probabil pentru a funcționa ca dinari și pentru a-i schimba cu Spania islamică; puterile coloniale băteau uneori monede care semănau cu cele folosite deja pe un teritoriu îndepărtat; iar mai recent, un număr de națiuni au folosit dolarul ca monedă locală, un obicei numit dolarizare.
Până în secolul al XIX-lea, sistemul monetar global a fost vag legat de Europa, America, India și China (printre altele) având economii în mare măsură separate și, prin urmare, sistemele monetare erau de tip regional. Colonizarea europeană a Americii, începând cu Imperiul Spaniol, a condus la integrarea economiei și sistemelor monetare americane și europene, iar colonizarea europeană a Asiei a dus la dominanța monedelor europene, în special a lirei în secolul al XIX-lea, urmată de dolar în secolul al XX-lea. Unii, precum Michael Hudson, prevăd declinul unei baze unice pentru sistemul monetar global și apariția în locul blocurilor comerciale; el citează ca exemplu apariția monedei Euro. A se vedea, de asemenea, Sistemele financiare globale, abordarea sistemelor mondiale și polaritatea în relațiile internaționale. În a doua jumătate a secolului al XIX-lea a apărut un sistem monetar cu o participare globală aproape universală, bazat pe standardul aurului.

## Istoria ordinelor monetare globale moderne
În opinia lui J. Lawrence Broz și Jeffry A. Frieden, sustenabilitatea cooperării monetare internaționale a avut tendința de a fi afectată de următori factori:
1. Un interes comun pentru stabilitatea valutară
2. Legături cu alte probleme importante
3. Prezența instituțiilor care oficializează cooperarea monetară internațională
4. Numărul de state implicate, în special dacă unul sau câteva din cele conducătoare sunt dispuse să preia conducerea în gestionarea afacerilor monetare internaționale
5. Factori ce țin de macroeconomie (în timpul recesiunilor economice, statele sunt stimulate să abandoneze cooperarea monetară internațională)

### Ordinul financiar dinaintea Primului Război Mondial: 1816–1919
Din anul 1816 până la declanșarea Primului Război Mondial în anul 1914, lumea a beneficiat de o ordine financiară bine organizată, cunoscută uneori drept „prima epocă a globalizării”.  Au existat uniuni monetare care au permis țărilor membre să accepte reciproc monedele ca mijloc legal de plată. Spre exemplu, Uniunea Monetară Latină (Belgia, Italia, Elveția, Franța) și Uniunea Monetară Scandinavă (Danemarca, Norvegia și Suedia) făceau parte din astfel de uniuni. În absența apartenenței comune la o uniune, tranzacțiile erau facilitate de participarea pe scară largă la standardul aur, atât a națiunilor independente, cât și a coloniilor acestora. Marea Britanie era la acea vreme cea mai importantă putere financiară, imperială și industrială a lumii, conducând o mare parte din aceasta și exportând mai mult capital, din punct de vedere procentual, din venitul ei național, decât orice altă națiune creditoare de atunci.
În timp ce controalele de capital de tipul sistemului Bretton Woods nu erau în vigoare, fluxurile de capital care produceau pagube erau mult mai puțin întâlnite decât ar fi trebuit să fie după anul 1971. De fapt, exporturile de capital ale Marii Britanii au dus la un echilibru la nivel global, întrucât acestea tindeau să fie anticiclice. Acestea au crescut atunci când economia Marii Britanii a intrat în recesiune, compensând astfel alte state pentru veniturile pierdute din exportul de bunuri. În consecință, această epocă a cunoscut în mare parte o creștere constantă din punct de vedere economic și un nivel relativ scăzut de crize financiare. Spre deosebire de sistemul Bretton Woods, ordinea financiară de dinainte de Primul Război Mondial nu a fost creată în urma unei decizii luate în cadrul unei conferințe de nivel înalt, ci mai degrabă a evoluat organic în urma unei serii de etape discrete. Epoca de Aur, o etapă de dezvoltare deosebit de rapidă în America de Nord, se încadrează în această perioadă.

### Între războaiele mondiale: 1919–1939

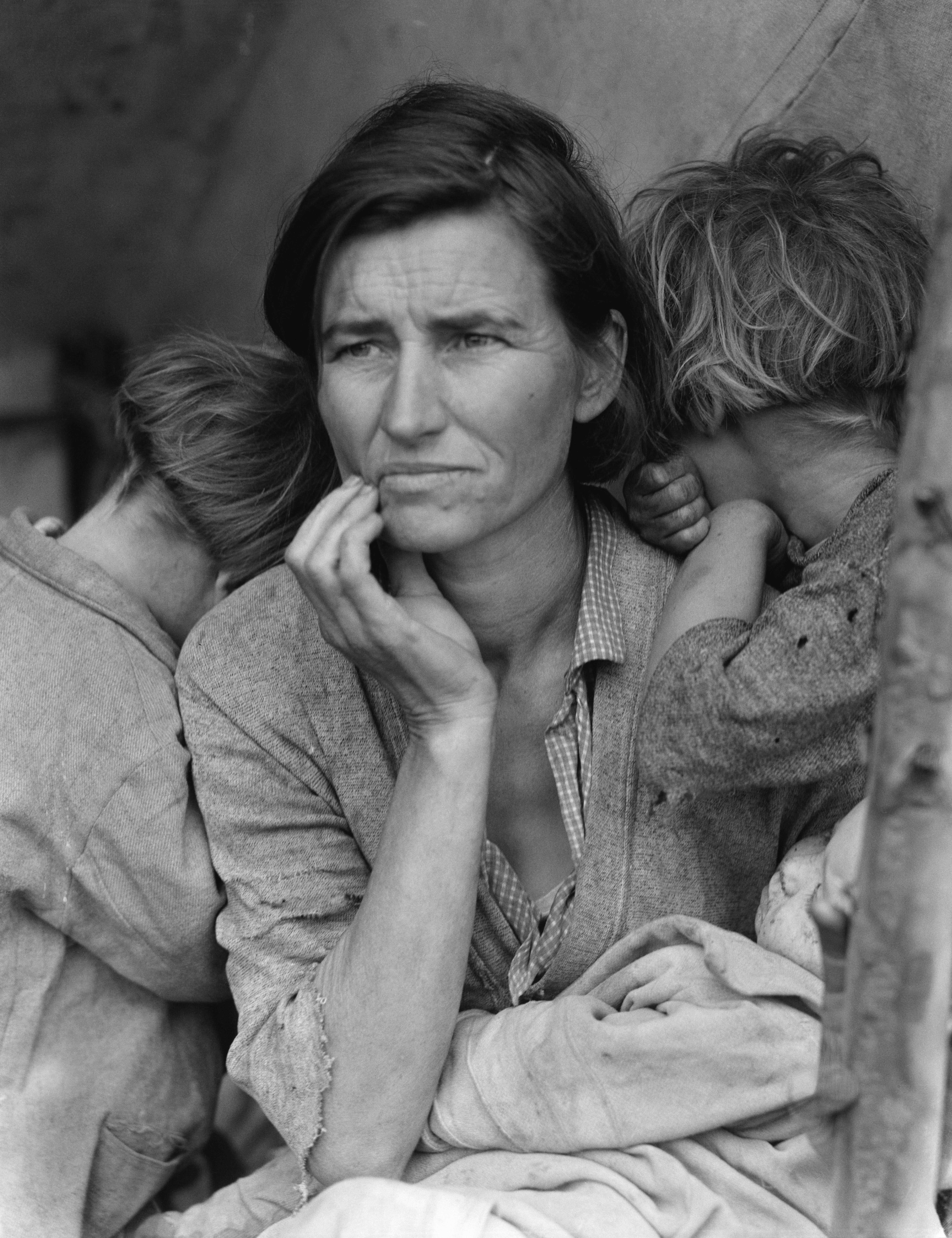
Această epocă a cunoscut perioade de greutăți economice la nivel mondial. Imaginea este reprezentarea Mamei Migrante a lui Dorothea Lange, a culegătorilor de mazăre săraci din California, realizată în martie 1936.

Anii dintre războaiele mondiale au fost descriși ca o perioadă de „deglobalizare”, întrucât atât comerțul internațional, cât și fluxurile de capital au scăzut în comparație cu perioada de dinaintea Primului Război Mondial. În timpul Primului Război Mondial, țările abandonaseră standardul aur. Cu excepția Statelor Unite, acestea au revenit mai târziu la acesta, însă pentru scurt timp. Până la începutul anilor 1930, ordinul principal era în esență un sistem fragmentat de cursuri de schimb flotant. În această epocă, experiența Marii Britanii și a altor state a fost că standardul de aur se opunea necesității de a-și păstra autonomia politicii interne. Pentru a-și proteja rezervele de aur, țările erau uneori nevoite să majoreze ratele dobânzilor și, în general, să urmeze o politică deflaționistă. O strategie de acest tip ar fi necesară cel mai mult în cadrul unei recesiuni, exact atunci când liderii ar fi preferat să scadă ratele pentru a încuraja creșterea. Economistul Nicholas Davenport susținuse chiar, că dorința Marii Britanii de a reveni la standardul aur „s-a manifestat printr-o dorință sadică a bancherilor de a provoca durere clasei muncitoare britanice”.
Până la sfârșitul Primului Război Mondial, Marea Britanie era puternic îndatorată față de Statele Unite, permițând acesteia să ia poziția celei mai importante puteri financiare a lumii. Statele Unite, însă, au fost reticente în a-și asuma rolul de lider al Marii Britanii, parțial din cauza influențelor izolaționiste și a concentrării asupra preocupărilor interne. Spre deosebire de Marea Britanie din era anterioară, exporturile de capital din SUA nu au fost anticiclice. S-au extins rapid odată cu creșterea economică a Statelor Unite din anii 1920 până în 1928, dar apoi s-au oprit aproape complet, deoarece economia SUA a început să încetinească în acel an. Pe măsură ce Marea Depresiune s-a intensificat în 1930, instituțiile financiare au avut de suferit, împreună cu comerțul. Numai în anul 1930, 1345 de bănci americane au intrat în colaps. În anii 1930, Statele Unite au ridicat barierele comerciale, au refuzat să acționeze ca un creditor internațional de ultimă instanță și au refuzat apelurile de anulare a datoriilor de război, toate acestea agravând și mai mult dificultățile economice pentru alte țări. Potrivit economistului John Maynard Keynes, un alt factor care a contribuit la performanța economică turbulentă a acestei epoci a fost insistența premierului francez Clemenceau ca Germania să plătească despăgubiri de război la un nivel prea ridicat, pe care Keynes a descris-o în cartea sa „Consecințele economice ale păcii”.

### Era Bretton Woods: 1944–1973

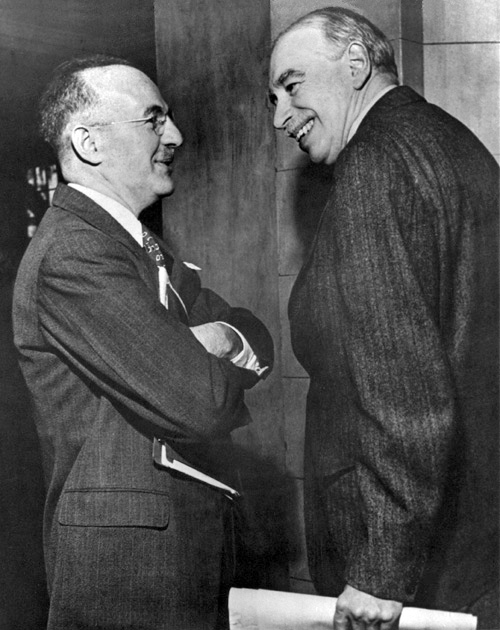
Harry Dexter White (stânga) și John Maynard Keynes (dreapta) la Bretton Woods

Responsabilii politici britanici și americani au început planificările sistemului monetar internațional postbelic încă de la începutul anilor 1940. Obiectivul era cel de a crea o ordine care să combine beneficiile unui sistem internațional integrat și relativ liberal cu libertatea guvernelor de a urmări politici interne menite să promoveze ocuparea deplină a forței de muncă și bunăstarea socială.  Principalii arhitecți ai noului sistem, John Maynard Keynes și Harry Dexter White, au creat un plan care a fost aprobat de cele 42 de țări care au luat parte la Conferința de la Bretton Woods din 1944, cunoscută în mod oficial drept Conferința monetară și financiară a Națiunilor Unite. Planul presupunea ca națiunile să fie de acord cu un sistem fix, dar ajustabil în cazuri nefavorabile, al ratelor de schimb, astfel încât monedele să fie stabilite în raport cu dolarul, iar dolarul să fie la rândul lui convertibil în aur. Așadar, acesta a fost, de fapt, un standard de aur, dar cu o serie de îmbunătățiri. Au fost create două instituții internaționale, Fondul Monetar Internațional (FMI) și Banca Mondială. Acestea au avut un rol important în înlocuirea finanțării private ca sursă mai fiabilă de împrumut pentru proiectele de investiții în statele în curs de dezvoltare. La acea vreme, Germania și Japonia, puteri care urmau să fie înfrânte curând, erau considerate state aflate în nevoia unei astfel de dezvoltări. Atât SUA cât și Marea Britanie nu aveau dorința de a vedea puterile învinse îngreunate de sancțiuni punitive care ar fi provocat chinuri generațiilor viitoare. Noul sistem al cursului de schimb permitea țărilor care se confruntau cu dificultăți economice să-și devalorizeze monedele cu până la 10% față de dolar (mai mult dacă era aprobat de FMI) – astfel nu ar fi fost obligate să se supună deflației pentru a rămâne în standardul aurului. A fost implementat un sistem de control al capitalului pentru protejarea țărilor de efectele dăunătoare în fuga de capital și pentru a le permite țărilor să urmărească politici macroeconomice independente  și, în același timp, să primească fluxuri destinate investițiilor productive. Keynes s-a opus rolului central al dolarului în sistemul monetar și a sugerat folosirea unei monede internaționale numită „bancor”, dar a fost respins de către americani. Spre sfârșitul erei Bretton Woods, rolul central al dolarului a devenit o problemă, deoarece cererea internațională a forțat în cele din urmă SUA să înregistreze un deficit comercial persistent, ceea ce a subminarea fiabilității dolarului. Acest lucru, împreună cu apariția unei piețe paralele a aurului, în care prețul a crescut peste cel oficial impus de SUA, a condus la reducerea rezervelor de aur ale SUA de către speculanți. Chiar și în momentul în care convertibilitatea a fost limitată doar la națiuni, unele dintre acestea, în special Franța,  au continuat să acumuleze tezaure de aur în detrimentul SUA. În urma acestor presiuni, președintele Nixon a fost determinat să pună capăt convertibilității în aur la 15 august 1971. Acest eveniment a marcat adevăratul sfârșit al sistemului de la Bretton Woods; în următorii câțiva ani, s-a tot încercat găsirea altor mecanisme de menținere fixă a cursurilor de schimb,  dar acestea nu au avut succes, rezultând astfel un sistem al cursului de schimb flotant. 

### Sistemul post Bretton Woods: 1973-prezent

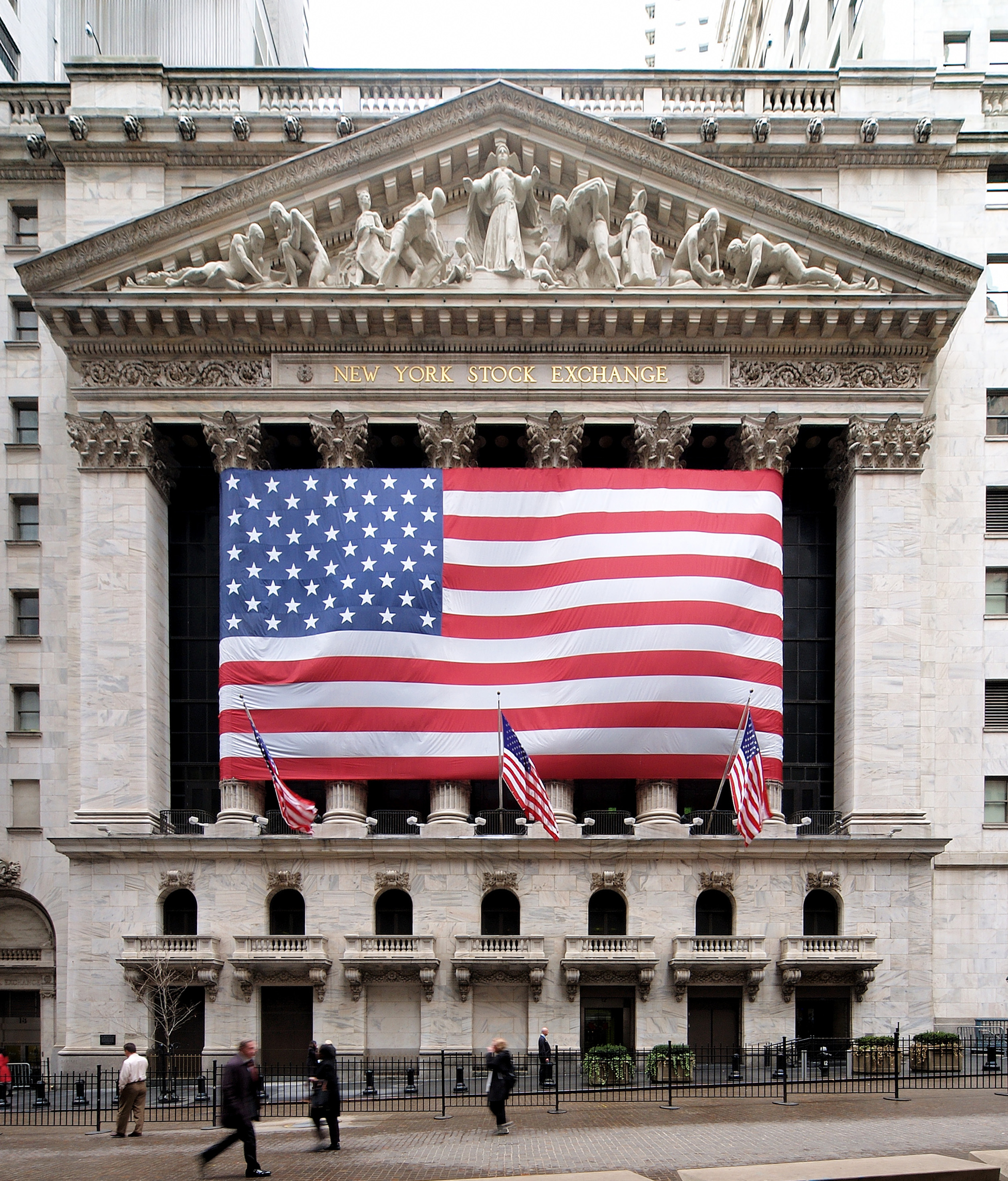
Bursa de Valori din New York. Era actuală a cunoscut fluxuri uriașe și turbulente de capital între națiuni.

O denumire alternativă pentru sistemul de după Bretton Woods este Consensul de la Washington. În timp ce numele a fost inventat în 1989, sistemul economic aferent  a intrat în vigoare mulți ani mai devreme: potrivit istoricului economic Lord Skidelsky, în general, Consensul de la Washington se consideră că ar acoperi perioada 1980-2009 (a doua jumătate a anilor 1970 fiind o perioadă de tranziție).  Tranziția de la Bretton Woods a fost marcată de trecerea de la un sistem condus de stat la unul condus de piață.  Istoricii economici consideră că sistemul Bretton Wood s-a destrămat în anii 1970:  evenimente cruciale fiind suspendarea convertibilității dolarului în aur a lui Nixon din 1971, abandonarea controlului capitalului de către Statele Unite din 1974 și eliminarea controalelor de capital de către Marea Britanie din 1979, care a fost rapid copiată de majoritatea celorlalte economii majore.
În unele regiuni ale țărilor în curs de dezvoltare, liberalizarea a adus beneficii semnificative pentru o mare parte din populație, în special prin reformele economice din China ale lui Deng Xiaoping din 1978 și liberalizarea Indiei după criza din 1991.
În general, națiunile industriale s-au confruntat cu o creștere mult mai lentă și o rată a șomajului mai ridicată decât în epoca precedentă și, potrivit profesorului Gordon Fletcher, în retrospectivă, anii 1950 și 1960, când funcționa sistemul Bretton Woods, au ajuns să fie priviți ca o epocă de aur.  Crizele financiare au fost mai intense, iar frecvența lor a crescut cu aproximativ 300%, efectele dăunătoare de dinainte de 2008 fiind resimțite mai ales în economiile emergente. Partea bună este că cel puțin până în 2008 investitorii au obținut frecvent rate de rentabilitate foarte ridicate, salariile și bonusurile din sectorul financiar atingând cote record.

## Cererile pentru un „Nou Bretton Woods”
Renumitul jurnalist financiar Martin Wolf a raportat că toate crizele financiare din 1971 încoace au fost precedate de mari fluxuri de capital în regiunile afectate. Deși încă din anii șaptezeci au existat numeroase apeluri din partea mișcării pentru justiție globală pentru modernizarea sistemului internațional care să abordeze problema fluxurilor de capital fără restricții, abia la sfârșitul anului 2008 această idee a început să primească sprijin substanțial din partea politicienilor de frunte. Pe 26 septembrie 2008, președintele francez Nicolas Sarkozy, care la acel moment era și președintele Uniunii Europene, a declarat că: „Trebuie să regândim sistemul financiar de la zero, ca la Bretton Woods”. 

La data de 13 octombrie 2008, premierul britanic Gordon Brown a afirmat că liderii mondiali trebuie să se întâlnească pentru a conveni asupra unui sistem economic nou:
| “ | Trebuie să avem un nou Bretton Woods, să construim o nouă arhitectură financiară internațională pentru anii ce vor urma. | ” |

Cu toate acestea, abordarea lui Brown a fost destul de diferită de sistemul Bretton Woods original, punând mai de grabă accentul pe continuarea globalizării și a comerțului liber și nu pe revenirea la ratele de schimb valutar fixe. 
Au existat tensiuni între Brown și Sarkozy. Acesta din urmă argumenta faptul că modelul „anglo-saxon” al piețelor fără restricții a eșuat.  Cu toate acestea, liderii europeni au fost uniți când a venit vorba de solicitarea unui summit „Bretton Woods II”, cu scopul de a reproiecta arhitectura financiară a lumii.  Președintele Bush a fost de acord cu apelurile, iar întâlnirea rezultată a fost summitul G-20 din Washington din anul 2008. Un acord internațional a fost atins pentru adoptarea generală a stimulentelor fiscale keynesiene, o zonă în care SUA și China urmau să devină principalii actori ai lumii.  Cu toate acestea, nu a existat niciun progres substanțial în direcția reformării sistemului financiar internațional nici atunci și nici la reuniunea de la Davos din 2009 a Forumului Economic Mondial. 
În ciuda acestei lipse de rezultate, liderii au continuat să militeze pentru un Bretton Woods II. Giulio Tremonti, ministrul italian al economiei, a declarat că Italia își va folosi președinția din cadrul G7 din 2009 pentru a promova un „New Bretton Woods”. El și-a făcut cunoscute opiniile critice în ceea ce privește răspunsul SUA la criza globală financiară din 2008 și a sugerat că s-ar putea ca dolarul să fie surclasat ca potențială monedă de bază a sistemului Bretton Woods.   
Choike, o organizație portal care reprezintă ONG-urile din emisfera sudică, a cerut instituirea de „mecanisme internaționale permanente și obligatorii de control a fluxurilor de capital”, iar până în martie 2009 obținuse peste 550 de semnatari de la organizații ale societății civile. 
În martie 2009, Gordon Brown a continuat să susțină reforma și acordarea de puteri extinse instituțiilor financiare internaționale precum FMI la summitul G20 de la Londra din aprilie. S-ar fi afirmat chiar că acesta avea sprijinul președintelui Obama.  Într-un discurs intitulat Reformă sistemul monetar internațional, tot din martie 2009, Zhou Xiaochuan, guvernatorul Băncii Populare Chineze, s-a pronunțat în favoarea ideii lui Keynes de a avea o monedă ancoră globală care ar fi administrată central. Doctorul Zhou a susținut că este regretabil că parte din motivul căderii sistemului Bretton Woods a fost incapacitatea de a adopta bancor-ul lui Keynes. Doctorul Zhou a afirmat că monedele naționale nu erau potrivite pentru a fi utilizate ca monede ancoră globale din cauza dilemei Triffin. Această dilemă se referă la problema cu care se confruntă instituțiile care emit monede ancoră este că încercă să-și atingă simultan obiectivele de politică monetară internă și să satisfacă cererea altor țări pentru moneda ancoră. Doctorul Zhou a propus o mișcare treptată către utilizarea sporită a drepturilor speciale de tragere (DST) ale FMI ca monedă ancoră globală gestionată central   Propunerea sa a atras multă atenție internațională.  Într-un articol din noiembrie 2009 publicat în revista Foreign Affairs, economistul C. Fred Bergsten a susținut că sugestia doctorului Zhou sau o schimbare similară a sistemului monetar internațional ar fi atât în interesul Statelor Unite, cât și al restului lumii. 
Liderii care s-au reunit în aprilie la summitul G-20 de la Londra din 2009 au convenit să permită crearea de DST în valoare de 250 de miliarde de dolari de către FMI. Acestea urmau să fie distribuite tuturor membrilor FMI în funcție de drepturile de vot ale fiecărei țări. În urma summitului, Gordon Brown a declarat că „Consensul de la Washington s-a încheiat”.  Cu toate acestea, într-o carte publicată în luna septembrie 2009, profesorul Robert Skidelsky, un expert la nivel internațional în ceea ce privește Keynesianismul, a susținut, că este încă prea devreme pentru a spune dacă un nou sistem monetar internațional a apărut. 
Pe 27 ianuarie, în discursul de deschidere al Forumului Economic Mondial din 2010 de la Davos, președintele Sarkozy și-a repetat apelul pentru un nou Bretton Woods și a fost întâmpinat de aplauze frenetice din partea unei pondere considerabile a publicului. 
Banca Angliei a publicat un articol în decembrie al anului 2011 în care pleda pentru o reformă și în care afirma că actualul sistem monetar internațional a avut performanțe slabe în comparație cu sistemul Bretton Woods. 
În august 2012, într-un articol al ziarului International Herald Tribune, Hal S. Scott, profesor la Universitatea Harvard și director al Comitetul pentru Reglementarea Piețelor de Capital, a cerut un răspuns global la criza din zona Euro. El a scris că două eșecuri în abordarea problemelor europene legate de puterea germană au dus la războaie mondiale în secolul al XX-lea și că criza actuală a depășit din nou capacitatea Europei, cu Germania din nou în centru, de a o rezolva pe cont propriu. Acceptând că tranzițiile de conducere sunt în curs de desfășurare atât în China, cât și în America, Scott a cerut tuturor celor implicați (cu Japonia inclusă cu China și America) să înceapă să organizeze o restructurare globală prin Fondul Monetar Internațional, eventual o conferință Bretton Woods II ca parte a procesului.  Darrell Delamaide, comentator la MarketWatch, a susținut ideea lui Scott, dar a concluzionat că „din nefericire, nu este prea probabil să se și întâmple”. El a adăugat înainte de toate ca exemplu eșecului Europei de a aborda cu succes dezbinarea Iugoslaviei, fără ca motivul pentru susținerea oferită să fie sprijinită din exterior. Dar el a ajuns la părerea că atât conducerea prezidențială și a Departamentului de Trezorerie din SUA, cât și conducerea FMI aveau o lipsă dramatică în ceea ce privește capacitatea de organizare a unei inițiative precum cea propusă de Scott. 